# Niphona parallela
Niphona parallela là một loài bọ cánh cứng trong họ Cerambycidae.